# Будаевцы
Будаевцы (укр. Будаївці) — село, относится к Подольскому району Одесской области Украины.
Население по переписи 2001 года составляло 70 человек. Почтовый индекс — 67950. Телефонный код — 4861. Занимает площадь 0,41 км². Код КОАТУУ — 5123180802.

## История
В 1945 г. Указом ПВС УССР село Будаешты переименовано в Будаевцы.

## Местный совет
67950, Одесская обл., Подольский р-н, с. Гулянка